# (32795) 1989 WA3
(32795) 1989 WA3 là một tiểu hành tinh vành đai chính. Nó được phát hiện bởi Yoshiaki Oshima ở Gekko Observatory ở Shizuoka Prefecture of Nhật Bản, ngày 21 tháng 11 năm 1989.